# Raggiana-paradisfugl
Raggiana-paradisfugl (Paradisaea raggiana) er en op til 34 cm lang, brun paradisfugl med gråblåt næb og gul regnbuehinde. Hannen er gul på hovedet og har grøn hals. Fuglen er nationalfugl i Papua Ny Guinea, hvor den indgår i nationalflaget.

## Adfærd

### Kost
Raggiana-paradisfuglen lever primært af frugt og Leddyr. Arten er et vigtigt led i spredningen af frugttræer i Papua Ny Guinea. Den er især vigtig for arterne Mahogni og Muskatnødtræet.

### Paring
Arten lever i Polygami. Hannerne samles i specielle områder med henblik på at forføre hunnerne. Disse områder kan betegnes som en slags "parringsarena". Arenaerne kan have en diamater på 30-100 meter. 
I disse arenaer forsøger hannerne, at imponerer hunnerne på forskellig vis. Bl.a. ved at klappe med vingerne og ryste på hovedet.

### Rede
Raggiana-paradisfuglens rede er skåleformet og bygget af blade, kviste, bregner og andet plantemateriale. Reden bliver bygget i en højde af 2-11 meter (i områder med menneskelig aktivitet kan den observeres endnu højere). Hunnen lægger normalt 1-2 (normalt 2) æg. Rugetiden er omkring 18 dage i naturen og op til 20 dage i fangenskab. Det er udelukkende hunnen der ruger.